# احتجاجات منغوليا 2025
بدأت مظاهرات مناهضة للحكومة في أولان باتور، عاصمة منغوليا في 14 مايو 2025، في أعقاب تقارير عن الإنفاق الباذخ لنجل رئيس الوزراء لوفسانامسرين أويون إردين. تركزت الاحتجاجات، التي قادها في المقام الأول الشباب المنغوليون، على مخاوف أوسع نطاقا بشأن الفساد الحكومي، وعدم المساواة، ونفوذ النخب السياسية وأسرهم.
ونفى أويون إردين، الذي شكل حكومة ائتلافية بعد الانتخابات البرلمانية عام 2024، ارتكاب أي مخالفات، وصرح بأنه سيستقيل إذا عُثر على أي مخالفات مالية. استمرت الاحتجاجات لأكثر من أسبوعين، مما دفع إلى إعادة تنظيم التحالف الحاكم والتصويت في نهاية المطاف بحجب الثقة عن الحكومة. ووصف المحللون الأحداث بأنها تعكس انقسامات سياسية أعمق، بما في ذلك التوترات الداخلية داخل حزب الشعب المنغولي الحاكم والمناقشات حول الإصلاح الدستوري.
استقال أويون إردين من منصب رئيس الوزراء في 3 يونيو، بعد خسارته التصويت بحجب الثقة عن مجلس الدولة العظيم، حيث حصل على دعم 44 عضوًا فقط في البرلمان، أي أقل بـ 20 عضوًا من العدد المطلوب وهو 64 عضوًا.

## خلفية
في 11 يناير 2025، أقيمت مظاهرة نظمها حزب الحرية في ساحة سوخباتار في أولان باتور، واستقطبت مئات المشاركين. وطالب المتظاهرون باستقالة الحكومة بسبب قضايا مثل تلوث الهواء، والازدحام المروري، فقير (صوفية)، والفساد، والضرائب، والبطالة المتزايدة. وأعلن الحزب أن الاحتجاجات ستستمر حتى 22 يناير، وقدم مقترحات استقالة إلى 33 عضوًا في البرلمان.
أُعيد انتخاب لوفسانامسرين أويون إردين رئيسًا للوزراء في الانتخابات البرلمانية لعام 2024 بعد فوز حزب الشعب المنغولي بـ 68 مقعدًا من أصل 126 مقعدًا برلمانيًا. وبدلاً من الحكم بمفرده، شكل ائتلافًا مع الحزب الديمقراطي (42 مقعدًا) وحزب هون (8 مقاعد) لتسهيل التوافق على الإصلاحات الاقتصادية طويلة الأجل، بما في ذلك صندوق الثروة السيادية المقترح ومشاريع البنية التحتية واسعة النطاق. وفي 2025، أصبح أويون إرديني أطول رئيس وزراء خدمة في منغوليا منذ نامبارين إنخبايار.
وأثارت منشورات على وسائل التواصل الاجتماعي نشرتها خطيبة تيمولين لوفسانامسراي، نجل رئيس الوزراء البالغ من العمر 23 عاما، حالة من الإحباط العام، حيث تضمنت حقائب يد فاخرة وخاتمًا باهظ الثمن وسيارة مرسيدس بنز. وقد أثارت الصور اتهامات بأن عائلة رئيس الوزراء تستفيد من ثروة تفوق بكثير قدرة موظف حكومي، مما أدى إلى تكثيف المخاوف القائمة منذ فترة طويلة بشأن الفساد وتركيز الثروة في اقتصاد منغوليا الغني بالموارد.
ورغم أن أويون إردين اكتسب سمعة باعتباره زعيماً ذا توجه إصلاحي يسعى إلى تحدي المصالح الراسخة في قطاعي التعدين والخدمات المصرفية، فإن الكشف عن هذا البذخ أثار انتقادات واسعة النطاق. وأدت مزاعم بأنه كان على علم بأسلوب حياة ابنه أو قام بتمويله إلى تقديم عريضة تطالب باستقالته. وقد وقَّع على العريضة أكثر من 59 ألف شخص، وقد أشارت العريضة أيضًا إلى ارتفاع معدلات التضخم والقيود المتزايدة على حرية الصحافة باعتبارها عوامل ساهمت في تفاقم المظالم. وأوضح أويون إردين أن ابنه لم يطلب منه أي دعم مالي، وأن وكالة مكافحة الفساد في منغوليا تحقق في الأمر. ويقال إنه أعرب عن استعداده للاستقالة دون اعتراض إذا وجدت الوكالة أي تناقضات في إفصاحاته المالية.

## الاحتجاجات
ظهرت الاحتجاجات في البداية كتعبير غير منسق عن الإحباط العام. بدأت المظاهرات السلمية الصغيرة والمستمرة في منتصف مايو 2025، مع تجمع الشباب المنغولي في ساحة سوخباتار في أولان باتور للمطالبة باستقالة رئيس الوزراء. أعرب المتظاهرون عن إحباطهم إزاء مزاعم الفساد المتعلقة بأسرة رئيس الوزراء، إلى جانب المظالم الأوسع نطاقا المتعلقة بعدم المساواة والفساد الحكومي. وطالبوه بالكشف علنًا عن مصادر دخله وتقديم تفسير لتمويل النفقات المذكورة. وعلى مدى عدة أيام متتالية، تجمع المتظاهرون خارج القصر الحكومي،  بينما خرج المتظاهرون المضادون، وهم في العادة أكبر سناً، إلى الشوارع لدعم رئيس الوزراء وأعربوا عن تشككهم في فعالية استقالته.
طرد حزب الشعب في 21 مايو الحزب الديمقراطي من الائتلاف الحاكم، مشيرًا إلى انتهاك مذكرة التفاهم بعد أن أعرب العديد من نواب الحزب الديمقراطي عن دعمهم للاحتجاجات الجارية. وقد أدت هذه الخطوة فعليًا إلى حل الائتلاف بعد أقل من عام من تشكيله. وردًا على ذلك، دعا الحزب الديمقراطي رسميًا حزب الشعب إلى إصدار تفسير مكتوب واعتذار علني عن إزالته المفاجئة من الحكومة الائتلافية دون إشعار مسبق. صرح رئيس الحزب الديمقراطي ونائب رئيس الوزراء لوفسانيامين غانتومور بأن المشرعين المعارضين لا يمثلون الموقف الرسمي للحزب. في 22 مايو، اجتمع زعماء الأحزاب الثلاثة الحاكمة لإعادة تقييم شروط اتفاق الائتلاف.

دخلت الاحتجاجات يومها التاسع في 24 مايو. وقدَّم المنظمون علناً مجموعة من المطالب الموسعة في 26 مايو، بما في ذلك:

- استقالة رئيس الوزراء أويون إرديني على أساس المسؤولية السياسية والأخلاقية؛
- حل الحكومة الائتلافية ورفض تشكيل أي ائتلاف جديد؛
- دعوة للحفاظ على الاستقرار الدستوري من خلال الامتناع عن تعديل الدستور.

أشارت مصادر حكومية في 27 مايو إلى أن أويون إردين كان يفكر في الدعوة إلى التصويت على الثقة في الحكومة، والذي من المتوقع أن يجري في الأسبوع التالي. في محاولة للضغط على أعضاء البرلمان لإزالة أويون إردين، دعا المتظاهرون جميع أعضاء البرلمان البالغ عددهم 126 والذين جرى انتخابهم في يونيو 2024 إلى التحدث وتمثيل آراء دوائرهم الانتخابية.
وسلط المحللون الضوء على الانفصال بين أويون إردين والجمهور خلال الاحتجاجات، مشيرين إلى استجابته المتأخرة، وافتقاره إلى المشاركة المباشرة، وفشله في معالجة انعدام الثقة العامة في القضاء. وفي حين أكد على إنجازات السياسة والاستقرار، اعتبر المتظاهرون أفعاله مراوغة وتركز على الحفاظ على السلطة. وقد أدى رفضه للقاء المتظاهرين وتأخير الشفافية إلى تأجيج الإحباط العام.
دافع أويون إردين عن سجله في خطاب برلماني في الثاني من يونيو، وهو اليوم السابق للتصويت، مشيرا إلى أنه لم يشارك في التعيينات الحكومية أو المناقصات أو القروض، بل عمل بدلا من ذلك على فضح مثل هذه الممارسات. وأكد التزامه بالشفافية وجهود مكافحة الفساد، وزعم أن هناك مصالح راسخة قوية وراء الاحتجاجات التي تسعى للإطاحة به. وأصدر المكتب الصحفي لأوين إردين توقعات اقتصادية قبل إقالته تحذر من عدم الاستقرار المحتمل في حالة حل الحكومة الائتلافية.
استقال أويون إردين في 3 يونيو، بعد خسارته التصويت بسحب الثقة من مجلس الدولة العظيم، حيث دعمه 44 نائباً من أصل 64 نائباً مطلوباً. وعارضه ستة وثلاثون نائبا، في حين امتنع الباقون وعددهم 42 نائبا عن التصويت. وبذلك يبقى في منصبه بوصفه قائمًا بأعمال رئيس الوزراء حتى يجري تعيين رئيس وزراء جديد خلال 30 يومًا.

## التحليل
أشار المعلقون والمحللون السياسيون إلى أن الاحتجاجات والأزمة السياسية الناجمة عنها تزامنت مع صراع على السلطة داخل حزب الشعب الحاكم. وبحسب المذيع والمحلل جارغال ديفاكتو، فإن بعض الفصائل استخدمت الجدل للدعوة إلى تعديلات دستورية تسمح للرئيس أوخناجين خوريلسوخ بالترشح لولاية ثانية. في حين يقصر دستور منغوليا على فترة ولاية واحدة للرئيس مدتها ست سنوات.
كان خوريلسوخ، رئيس الوزراء السابق وعضو حزب الشعب المنغولي، قد واجه انتقادات في السابق بسبب قراراته المتعلقة بالسياسة الخارجية، بما في ذلك دعوة الرئيس الروسي فلاديمير بوتن إلى منغوليا على الرغم من الالتزامات القانونية الدولية بموجب نظام روما، وحضور احتفالات يوم النصر في موسكو. وقالت المحلل الاقتصادي السياسي والكاتب بولورديني بازارسورين لصحيفة الدبلوماسي إن المناقشات حول تحول منغوليا المحتمل إلى نظام رئاسي كانت قائمة منذ فترة طويلة. وأشارت إلى أن التركيز المفرط على الدفاع عن الدستور أدى، في رأيها، إلى تهميش المصالح العامة وساهم في صراع السلطة بين النخب السياسية وسط الاحتجاجات. وحذرت بازارسورين من أنه إذا استمرت المواجهة، فقد تتصاعد إلى نقاش أوسع نطاقا حول تغيير نظام الحكم في منغوليا.
أعلن المكتب الصحفي الرئاسي في 18 مايو أن الرئيس خوريلسوخ لن يسعى لولاية ثانية في انتخابات عام 2027، وأكد موقفه مرة أخرى في 2 يونيو، في ظهور مفاجئ في وقت متأخر من الليل أثناء المناقشة البرلمانية حول التصويت على الثقة.
وأشار جارغال ديفاكتو أيضًا إلى أن جهود أويون إردين لإنشاء صندوق ثروة سيادي وتقليل الاعتماد على الاقتصاد القائم على الديون والسلع الأساسية أثارت معارضة من جانب مصالح تجارية قوية. وعلى الرغم من تأكيد رئيس الوزراء على مبادرات مكافحة الفساد في قطاعات مثل الخدمات المصرفية والتعدين والتعليم، إلا أن فعالية هذه الجهود كانت موضع تساؤل بسبب مشاكل نظامية داخل القضاء. وقد أدى ارتفاع معدلات التضخم وارتفاع أسعار الفائدة إلى تقويض الثقة العامة.